# Nicolás Kalalo
Nicolás Kalalo (La Banda, Santiago del Estero, 7 de octubre de 1996) es un baloncestista argentino que se desempeña como  base en San Jorge de La Liga Federal.

## Trayectoria

### Quimsa
Nicolás Kalalo empezó a jugar a los 4 años en Olímpico, donde estuvo hasta los 16 y después pasó a Quimsa, donde terminó su formación.

### Villa Ángela Basket
Para la temporada del Torneo Nacional de Ascenso 2014-15 fue presentado en el club de la ciudad de Villa Ángela tras ser cedido por Quimsa. Disputó un total de 35 partidos promediando 0,8 puntos en 5,3 minutos de juego.

### Quimsa
Tras varios partidos en la Liga de Desarrollo, llegó a debutar en Quimsa en la temporada de la Liga Nacional de Básquet 2015-16, disputando 3 partidos y se marchó cedido para buscar más experiencia.

### Hispano Americano
El 23 de marzo del 2016 se confirma la llegada a Hispano Americano tras la lesión de Gastón Morales (fractura del tercer y cuarto metacarpiano de su mano derecha). El equipo patagónico había perdido a uno de sus jugadores más importantes, por lo que había quedado bastante golpeado y mermado de cara a los playoffs del Torneo Nacional de Ascenso 2015-16, lo que le puso mucha presión al joven base santiagueño. Kalalo no defraudó, dejando promedios de 19.3 puntos, 3 rebotes y 1,4 asistencias en 19,3 minutos por juego disputando un total de 29 partidos. En dicho campeonato consiguió el ascenso a la Liga Nacional de Básquet.

### El Tala
Kalalo jugó la temporada 2016/17 de la Liga Provincial de Clubes de Córdoba con el club El Tala de San Francisco. El equipo llegó a los playoffs por el título de campeón, pero quedó eliminado en los cuartos de final.

### Retorno a Santiago del Estero
Ya para la temporada 2017/18 de la Liga Nacional de Básquet, Quimsa tomó la decisión de mantenerlo en el plantel como una de las fichas Sub-23 del equipo. Registró su mejor marca en LNB en un encuentro del 30 de enero de 2018 en que los santiagueños cayeron frente a Quilmes de Mar del Plata: en esa ocasión anotó 14 puntos, dio una asistencia y consiguió un robo.
En junio de 2018 se desvinculó de Quimsa para sumarse a las filas de Independiente BBC, equipo con el que jugó en La Liga Argentina en la temporada 2018-19. 

### Atenas de Carmen de Patagones
Kalalo se sumó a Atenas de Carmen de Patagones para participar de la temporada 2019-20 de La Liga Argentina como ficha Sub-23 del equipo. Sin embargo una lesión en su hombro sufrida en diciembre de 2019 durante un partido contra Quilmes de Mar del Plata lo dejó fuera de competición.

### Clubes
Actualizado al 21 de abril de 2018

| Club                          | País      | Año             |
| ----------------------------- | --------- | --------------- |
| Quimsa                        | Argentina | 2014            |
| Villa Ángela Basket           | Argentina | 2014 - 2015     |
| Quimsa                        | Argentina | 2015 - 2016     |
| Hispano Americano             | Argentina | 2016 - 2017     |
| Quimsa                        | Argentina | 2017 - 2018     |
| Independiente BBC             | Argentina | 2018 - 2019     |
| Atenas de Carmen de Patagones | Argentina | 2019            |
| Belgrano de Tucumán           | Argentina | 2021 - 2022     |
| Libertad de Sunchales         | Argentina | 2022 - 2023     |
| Del Progreso                  | Argentina | 2023            |
| Independiente de General Pico | Argentina | 2024            |
| Independiente BBC             | Argentina | 2025            |
| San Jorge                     | Argentina | 2025 - Presente |